# Mixquiapan, Hidalgo
Mixquiapan är en ort i Mexiko.   Den ligger i kommunen Acatlán och delstaten Hidalgo, i den sydöstra delen av landet, 100 km nordost om huvudstaden Mexico City. Mixquiapan ligger 2 418 meter över havet och antalet invånare är 675.
Terrängen runt Mixquiapan är kuperad åt sydväst, men åt nordost är den platt. Runt Mixquiapan är det ganska tätbefolkat, med 60 invånare per kvadratkilometer. Närmaste större samhälle är Tulancingo, 14,1 km sydost om Mixquiapan. I omgivningarna runt Mixquiapan växer huvudsakligen savannskog.